# Bolo District
Bolo District (indonesiska: Kecamatan Bolo) är ett distrikt i Indonesien.   Det ligger i provinsen Nusa Tenggara Barat, i den centrala delen av landet, 1 300 km öster om huvudstaden Jakarta.